# Ejerafgift
 Denne artikel omhandler overvejende eller alene danske forhold. Hjælp gerne med at gøre artiklen mere almen.
Ejerafgift er en såkaldt grøn afgift på ejerskab af køretøjer. Ejerafgiften betales halvårligt og afhænger af køretøjets brændstoføkonomi, således at køretøjer, der kører langt på en liter benzin eller dieselolie, betaler en lavere afgift end køretøjer, der kører knap så langt.
I 2018 er der gennemført en omlægning, som betyder, at der ikke er nogen direkte sammenhæng mellem en models oplyste forbrug efter WLTP-normen, og den skattetekniske indplacering på forbrugsskalaen. For eksempel er en VW Touran benzin oplyst til et forbrugstal på 14,5 km/l efter den nye norm, men ejerafgiften betales for intervallet 20-22,1 km/, og udgør i 2020 580 kr per halvår - og ikke 1820 kr per halvår, som er satsen for 14,5 km/l.